# Mary MacLaren
Mary MacLaren, nata Mary MacDonald (Pittsburgh, 19 gennaio 1896 – Los Angeles, 9 novembre 1985), è stata un'attrice statunitense.

## Biografia
Bionda con gli occhi azzurri, era sorella minore di Katherine MacDonald. Dopo la morte del padre, nel 1910 esordì come ballerina di fila al fianco di Katherine al Winter Garden di New York e due anni dopo partecipò al musical Nobody Home, al Morosco Theater di Los Angeles. Terminate le repliche del musical, fece la comparsa a Hollywood per la Universal Pictures.
Scoperta dalla regista Lois Weber e da suo marito, il produttore Phillips Smalley, nel 1916 fu lanciata, con il nome di Mary MacLaren, nella parte di protagonista del film Shoes. Dopo una ventina di film che l’avevano vista sempre apprezzata protagonista, nel 1921 lasciò la Universal, sembra su suggerimento della sorella Katherine e recitò con successo altri dieci film prima di abbandonare gli studi cinematografici e sposare, nel 1924, il colonnello britannico George Young con il quale si trasferì in India, dove l'ufficiale prestava servizio.
Non riuscì a inserirsi nel nuovo ambiente e lo stesso matrimonio fu un fallimento che terminò nel 1928 con il divorzio. Nel 1952 Mary pubblicò un racconto semi-autobiografico, The Twisted Hearts, in cui narrava di una donna che sposava, senza saperlo, un omosessuale.
Tornata negli Stati Uniti, cercò di rientrare nell’ambiente del cinema, che era però molto cambiato dall’introduzione del sonoro. Si dovette accontentare di brevi apparizioni in più di centotrenta film di scarso valore, finché nel 1948 lasciò definitivamente il cinema.
Nel 1965 sposò, per la pietà che l'ispirava, un grande invalido della Prima guerra mondiale, Robert Coleman, che la lasciò vedova nel 1971. Oppressa dalla povertà, cercò di ricavare un reddito dalla sua grande casa facendo l'affittacamere, ma nel 1981 un incendio distrusse il primo piano dell’edificio. Mary MacLaren continuò a viverci, in compagnia di cinque cani e quattro gatti, in condizioni di crescente disagio e degrado, finché il municipio ottenne dal tribunale il sequestro dell'edificio e la sua vendita all'asta.
Costretta in un ospizio di Los Angeles, l'ex-attrice vi morì due anni dopo. È sepolta nel Forest Lawn Memorial Park di Glendale.

## Filmografia parziale
- Shoes (1916)

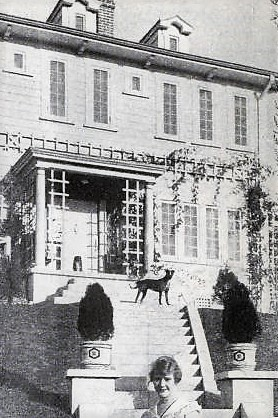
La sua casa di Hollywood nel 1917

- Her Bargain, regia di Tom Ricketts[1] (1917)
- Sulle ceneri del passato (Creaking Stairs), regia di Rupert Julian (1919)
- The Unpainted Woman (1919)
- The Petal on the Current (1919)
- Bonnie Bonnie Lassie (1919)
- The Forged Bride, regia di Douglas Gerrard (1920)
- Rouge and Riches (1920)
- I tre moschettieri (1921)
- The Wild Goose (1921)
- The Face in the Fog (1922)
- Under the Red Robe (1923)
- Perle vere e perle false (The Uninvited Guest), regia di Ralph Ince (1924)
- Verso il West! (1935)
- Uno sceriffo per Weather Spring (1935)
- Il re dei Pecos (1936)
- La signora di mezzanotte (1939)
- Prairie Pioneers (1941)
- L'uomo che vorrei (1948)